# Жозеф-Бонапарт (затока)
Затока Жозеф-Бонапарт (англ. Joseph Bonaparte Gulf) — велика затока на півночі Австралії в акваторії Тиморського моря, належить до Північної Території. Площа близько 26 780 км². Затока названа на честь Жозефа Бонапарта, старшого брата Наполеона I Бонапарта, короля Неаполя (1806—1808), і пізніше Іспанії (1808—1813).
В Австралії її також часто називають Затока Бонапарта (Bonaparte Gulf).
У затоку впадають річки Орд і Вікторія.
Басейн Бонапарт є великим осадовим басейном на дні затоки і великою частиною Тиморського моря, в ньому знаходяться діючі й потенційні родовища нафти.